# تشارلز إليجاه فيش
تشارلز إليجاه فيش هو سياسي كندي، ولد في 5 يناير 1857 في ميراميتشي ‏ في كندا، وتوفي في 3 يوليو 1933. نشط حزبياً في حزب المحافظين الكندي. وقد انتخب عضو الجمعية التشريعية لنيو برونزويك ‏ وانتخب عضو مجلس العموم الكندي.